# Sonay Kartal
Sonay Kartal (* 28. Oktober 2001 in Brighton) ist eine britische Tennisspielerin.

## Karriere
Kartal begann mit sechs Jahren das Tennisspielen und bevorzugt Hartplätze. Sie spielt hauptsächlich auf Turnieren der ITF Women’s World Tennis Tour, bei denen sie bislang 14 Titel im Einzel gewinnen konnte.
2018 erhielt Kartal zusammen mit ihrer Partnerin Erin Richardson eine Wildcard für das Juniorinnendoppel in Wimbledon. Sie erreichten mit einem 7:5, 5:7 und 6:4 Sieg gegen Loudmilla Bencheikh und Manon Léonard das Achtelfinale, verloren aber dort mit 5:7 und 5:7 gegen Joanna Garland und Liang En-shuo.
Bei den Wimbledon Championships 2019 erreichte Kartal im Juniorinneneinzel die zweite Runde mit einem Sieg gegen Annerly Poulos, unterlag aber dann Katrina Scott mit 1:6 und 4:6. Im Juniorinnendoppel scheiterte sie mit Partnerin Erin Richardson bereits in der ersten Runde.
2020 gewann Kartal den Titel der LTA British Tour.
Im Oktober 2021 konnte Kartal ihren ersten Titel auf der ITF Tour in Antalya gewinnen. Im November 2021 gewann sie den Titel der UK Pro League in Shrewsbury im Finale mit 6:0 und 6:1 gegen Freya Christie und damit 15.000 britische Pfund an Preisgeld.
Im September 2024 gewann Kartal ihren bislang einzigen WTA-Einzeltitel in Monastir gegen die Slowakin Rebecca Šramková.

## Turniersiege

### Einzel
| Nr. | Datum              | Turnier                  | Kategorie | Belag             | Finalgegnerin                    | Ergebnis         |
| --- | ------------------ | ------------------------ | --------- | ----------------- | -------------------------------- | ---------------- |
| 1.  | 24. Oktober 2021   | Antalya                  | ITF W15   | Sand              | Amarissa Tóth                    | 7:5, 7:5         |
| 2.  | 28. November 2021  | Monastir                 | ITF W15   | Hartplatz         | Ayumi Morita                     | 6:1, 6:2         |
| 3.  | 13. Februar 2022   | Birmingham               | ITF W25   | Hartplatz (Halle) | Talia Neilson Gatenby            | 5:7, 6:3, 6:2    |
| 4.  | 20. Februar 2022   | Glasgow                  | ITF W25   | Hartplatz (Halle) | Barbora Paličová                 | 7:65, 7:5        |
| 5.  | 8. Mai 2022        | Nottingham               | ITF W25   | Hartplatz         | Danielle Lao                     | 6:1, 6:0         |
| 6.  | 15. Mai 2022       | Nottingham               | ITF W25   | Hartplatz         | Joanna Garland                   | 6:3, 6:1         |
| 7.  | 9. April 2023      | Santa Margherita di Pula | ITF W25   | Sand              | Jekaterina Wladimirowna Makarowa | 3:6, 6:2, 6:1    |
| 8.  | 17. September 2023 | Leiria                   | ITF W25   | Hartplatz         | Anastassija Sacharowa            | 7:65, 1:6, 6:3   |
| 9.  | 14. Januar 2024    | Loughborough             | ITF W35   | Hartplatz (Halle) | Manon Léonard                    | 6:4, 6:1         |
| 10. | 5. Mai 2024        | Nottingham               | ITF W35   | Hartplatz         | Klaudija Bubelytė                | 6:1, 6:4         |
| 11. | 5. Mai 2024        | Monzón                   | ITF W35   | Hartplatz         | Linda Klimovičová                | 6:1, 6:0         |
| 12. | 4. August 2024     | Roehampton               | ITF W35   | Hartplatz         | Nastasja Schunk                  | 7:5, 6:1         |
| 13. | 11. August 2024    | Roehampton               | ITF W35   | Hartplatz         | Haruka Kaji                      | 6:3, 6:3         |
| 14. | 15. September 2024 | Monastir                 | WTA 250   | Hartplatz         | Rebecca Šramková                 | 6:3, 7:5         |
| 15. | 20. Oktober 2024   | Shrewsbury               | ITF W100  | Hartplatz (Halle) | Heather Watson                   | 7:5, 4:1 Aufgabe |